# اسروان
اسروان یا آثروان، روستایی از توابع بخش مرکزی شهرستان اراک در استان مرکزی ایران است. این روستای مخروبه در حدود ۲۰ کیلومتری جاده اراک به فراهان قرار دارد و از روستاهای دوره ساسانیان محسوب می‌شود که در سده‌های بعد، خالی از سکنه شده است.

## نامگذاری
نام این روستا در ابتدا «آثربان» بوده است. این نام از دو بخش آثر (آذر) به معنی آتش و بان به معنی نگهبان می‌باشد که مفهوم کلی «نگهبان آتش» را منتقل می‌کند. این روستا یکی از روستاهای منطقه اراک بوده که در آن آتشکده‌هایی وجود داشته است.

## جمعیت
این روستا در دهستان مشهد میقان قرار دارد و براساس سرشماری مرکز آمار ایران در سال ۱۳۸۵، جمعیت آن زیر سه خانوار بوده است.